# Rhyacopsyche andina
Rhyacopsyche andina är en nattsländeart som beskrevs av Oliver S. Flint Jr. 1991. Rhyacopsyche andina ingår i släktet Rhyacopsyche och familjen smånattsländor. Inga underarter finns listade i Catalogue of Life.